# Villa San Cono
Villa San Cono ist eine Ortschaft in Uruguay.

## Geographie
Villa San Cono befindet sich im Westen des Departamento Canelones in dessen Sektor 4 südöstlich der Departamento-Hauptstadt Canelones. Wenige Kilometer nordwestlich liegen Barrio Remanso, Juanicó, Instituto Adventista, Fraccionamento Progreso und Villa Felicidad. Zwischen dem rund drei Kilometer westlich gelegenen Progreso und Villa San Cono fließt der in Las Piedras entspringende Arroyo del Gigante, ein linksseitiger Nebenfluss des Arroyo Canelón Chico, in nördliche Richtung. Nahezu parallel dazu verläuft letzterer östlich von Villa San Cono.

## Infrastruktur
Durch Villa San Cono führt die Ruta 67.

## Einwohner
Die Einwohnerzahl von Villa San Cono beträgt 137. (Stand: 2011) Für die vorhergehenden Volkszählungen von 1963 bis 1996 sind beim Instituto Nacional de Estadística de Uruguay keine Daten erfasst worden.
| Jahr | Einwohner |
| ---- | --------- |
| 1963 | -         |
| 1975 | -         |
| 1985 | -         |
| 1996 | -         |
| 2004 | 137       |
| 2011 | 137       |

Quelle: Instituto Nacional de Estadística de Uruguay